# Carville-la-Folletière

Carville-la-Folletière este o comună în departamentul Seine-Maritime, Franța. În 1 ianuarie 2022 avea o populație de 419 de locuitori.